# Port lotniczy Gazipaşa
Port lotniczy Gazipaşa (IATA: GZP, ICAO: LTFG) – port lotniczy położony w Gazipaşa, w prowincji Antalya, w Turcji.

## Linie lotnicze i połączenia
| Linia Lotnicza               | Kierunek                                                                          |
| ---------------------------- | --------------------------------------------------------------------------------- |
| Air Serbia                   | Sezonowe czartery: 1. Belgrad 2. Nisz                                             |
| AnadoluJet                   | 1. Ankara                                                                         |
| Corendon Airlines            | Sezonowo: 1. Kolonia/Bonn                                                         |
| Corendon Dutch Airlines      | Sezonowo: 1. Amsterdam 2. Billund 3. Kopenhaga 4. Groningen (od 29 kwietnia 2024) |
| Finnair                      | Sezonowo: 1. Helsinki                                                             |
| Freebird Airlines            | Sezonowe czartery: 1. Teheran-Imam Khomeini                                       |
| GetJet Airlines              | Sezonowe czartery: 1. Wilno                                                       |
| Norwegian Air Shuttle        | Sezonowo: 1. Oslo-Gardermoen                                                      |
| Pegasus Airlines             | 1. Stambuł-Sabiha Gökçen Sezonowo: 1. Moskwa-Domodiedowo 2. Teheran-Imam Khomeini |
| Pobeda                       | Sezonowo: 1. Moskwa-Wnukowo                                                       |
| Scandinavian Airlines System | 1. Kopenhaga 2. Oslo-Gardermoen Sezonowo: 1. Bergen 2. Sztokholm-Arlanda          |
| Sunclass Airlines            | Sezonowe czartery: 1. Kopenhaga 2. Oslo-Gardermoen 3. Sztokholm-Arlanda           |
| SunExpress                   | Sezonowo: 1. Kolonia/Bonn                                                         |
| Turkish Airlines             | 1. Stambuł Sezonowo: 1. Billund 2. Oslo-Gardermoen                                |